# Osječka lekarska afera
Osječka lekarska afera je naziv za organizovanu akciju proustaških lekara u Osijeku protiv lekara Jevreja koji su živeli i radili u ovom gradu, u Nezavisnoj državi Hrvatskoj, tokom Drugog svetskog rata u Jugoslaviji.

## Ciljevi
Ciljevi afere bilu su:
- prisvajanje odlično opremljenih ordinacija od strane proustaških lekara, što je predstavljalo poseban vid pljačke,
- sistematsko zlostavljanje i ponižavanje Jevreja
- sistemsko istrebljenje Jevreja, u cilju rasne čistoće zdravstvene službe Hrvatske.

## Istorija
Do početka Drugog svetskog rata u Osijeku je radilo oko 40 lekara Jevreja, od kojih su Osjeku ostala da žive i rade u 1942. godini samo četiri lekara (neki su odvedeni u logore, ili su uključeni u sastav ekipe za suzbijanje endemskog sifilisa u Bosni i Hercegovini, dok je manji broj uspeo da prebegne na teritorije pod italijanskom okupacijom.
Akciju ili aferu, pokrenula je grupa ustaških lekara u Osijeku 1942. godine koju su predvodili dr Zvonimir Senić i dr Ivanović. Naime oni su uputili zahtev Glavnom ravnateljstvu za javni red i sigurnost u Zagrebu, „da se navedena četiri lekara Jevreja iz Osjeka upute u logor u interesu rasne čistoće zdravstvene službe”. Na osnovu ovog zahteva  njihovih kolega, četvorice preostalih osječkih lekara  Jevreja (zbog velike popularnosti koju su uživali u narodu) deportovani su:
- jedan u logor u Sisku u kome su bila zatočena srpska deca
- jedan u Prihvatilište za srpsku decu u Jastrebarskom.
- dvojica u logor Aušvic u kome su ubijena.[1]